# Miernik cęgowy

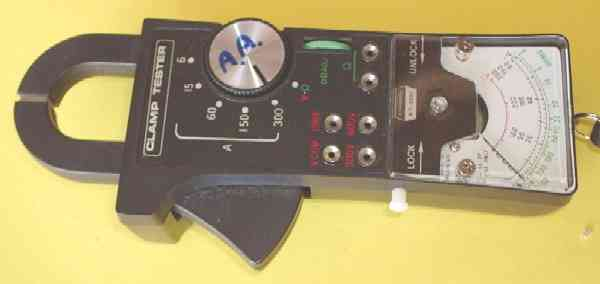
Miernik cęgowy (cęgi z lewej strony)

Miernik cęgowy – służy do pomiaru prądu przemiennego płynącego w pojedynczym przewodzie. Działa na zasadzie przekładnika prądowego, wykorzystując prawo Ampère’a.
Obręcz z miękkiej stali zamykana jest wokół dwóch cewek – obwód pierwotny stanowi przewód, w którym mierzy się płynący prąd. Obwód wtórny tworzy cewka o większej, lub znacząco większej liczbie zwojów. Obniżony w ten sposób prąd można mierzyć dużo łatwiej i bezpieczniej. Na obwodzie wtórnym można zamontować filtry elektryczne, dzięki czemu można mierzyć prąd płynący w znanej częstotliwości (na przykład 50/60 Hz, obcinając wyższe harmoniczne).
Wzór na prąd mierzony:
{\displaystyle I_{in}\cdot N_{in}=I_{out}\cdot N_{out}}

gdzie:
{\displaystyle I_{in}} – prąd mierzony
{\displaystyle N_{in}} – liczba zwojów obwodu pierwotnego
{\displaystyle I_{out}} – prąd płynący w obwodzie pomiarowym
{\displaystyle N_{out}} – liczba zwojów w obwodzie pomiarowym
Mierniki cęgowe nowszej konstrukcji pozwalają również na pomiar prądu stałego, wykorzystując w tym celu zjawisko Halla.